# Rumford (Maine)
Rumford – miasto w Stanach Zjednoczonych, w stanie Maine, w hrabstwie Oxford, położone nad rzeką Androscoggin.